# Associazione Sportiva Varese 1910 2007-2008
Questa voce raccoglie le informazioni riguardanti l'Associazione Sportiva Varese 1910 nelle competizioni ufficiali della stagione 2007-2008.

## Stagione
Nella stagione 2007-2008 il Varese disputa il girone A del campionato di Serie C2, con 44 punti ottiene l'undicesimo posto. Allenato da Roberto Lorenzini disputa un torneo lontano dai fasti dei Play-off, ma anche dai pericoli dei Play-out. Si sono distinti gli attaccanti Stefano Del Sante con 8 reti e Paolo Grossi con 7 centri. Nella Coppa Italia di Serie C il Varese disputa il girone B di qualificazione, si piazza in seconda posizione, alle spalle della Pro Patria, entrambe promosse ai sedicesimi. Nei sedicesimi di finale i biancorossi sono superati nel doppio confronto con il Rodengo Saiano.

## Organigramma societario
Area direttiva
- Patron: Riccardo Sogliano
- Presidente: Pietro Maroso
- Direttore Generale: Sean Sogliano

Area tecnica
- Direttore Sportivo: Silvio Papini
- Dirigente accompagnatore: Pietro Frontini
- Dirigente accompagnatore: Francesco Talarico
- Allenatore: Roberto Lorenzini
- Allenatore in 2^: Pietro Carmignani
- Preparatore dei portieri: Oscar Verderame
- Preparatore atletico: Giorgio Panzarasa

Area sanitaria
- Coordinatore dei medici: Mario Carletti
- Responsabile sanitario: Giulio Clerici
- Medico addetto prima squadra: Matteo Beltemacchi
- Medico sociale: Carlo Montoli
- Massaggiatore: Leonino Nicoletti
- Massaggiatore: Gabriele Vanetti

## Rosa
| N. |                     | Ruolo | Calciatore                |
| -- | ------------------- | ----- | ------------------------- |
|    | Italia (bandiera)   | P     | Alessandro Lorello        |
|    | Brasile (bandiera)  | P     | Junior Costa              |
|    | Italia (bandiera)   | P     | Stefano Sampietro         |
|    | Brasile (bandiera)  | D     | Claiton                   |
|    | Italia (bandiera)   | D     | Augustine Corral          |
|    | Nigeria (bandiera)  | D     | Jero Shakpoke             |
|    | Bulgaria (bandiera) | D     | Stoyan Ninov Dimitrov     |
|    | Italia (bandiera)   | D     | Claudio Miale             |
|    | Brasile (bandiera)  | D     | Fernandez David Silva     |
|    | Italia (bandiera)   | D     | Francesco Luoni           |
|    | Italia (bandiera)   | D     | Mario Scietti             |
|    | Italia (bandiera)   | D     | Emanuele Musca            |
|    | Brasile (bandiera)  | D     | Valquinei De Jesus Santos |
|    | Italia (bandiera)   | C     | Giuseppe Casisa           |
|    | Italia (bandiera)   | C     | Noel Casisa               |

| N. |                      | Ruolo | Calciatore          |
| -- | -------------------- | ----- | ------------------- |
|    | Argentina (bandiera) | C     | Francisco Confeggi  |
|    | Italia (bandiera)    | C     | Andrea Maccoppi     |
|    | Italia (bandiera)    | C     | Rosario La Marca    |
|    | Italia (bandiera)    | C     | Franco Lepore       |
|    | Italia (bandiera)    | C     | Filippo Corti       |
|    | Italia (bandiera)    | C     | Paolo Grossi        |
|    | Italia (bandiera)    | C     | Donato Di Sabato    |
|    | Romania (bandiera)   | C     | Cristian Dragoi     |
|    | Brasile (bandiera)   | A     | Denilson Gabionetta |
|    | Italia (bandiera)    | A     | Stefano Del Sante   |
|    | Italia (bandiera)    | A     | Pietro Tripoli      |
|    | Italia (bandiera)    | A     | Roberto Massaro     |
|    | Italia (bandiera)    | A     | Marco Giovio        |
|    | Italia (bandiera)    | A     | Michele Sergi       |
|    | Brasile (bandiera)   | A     | Douglas Freitas     |

## Calciomercato

### Sessione estiva(dall'1/7 al 31/8)
| Acquisti | Acquisti               | Acquisti        | Acquisti |
| R.       | Nome                   | da              | Modalità |
| -------- | ---------------------- | --------------- | -------- |
| P        | Alessandro Lorello     | Alghero         |          |
| D        | Augustin Pinero Corral | Arezzo          |          |
| D        | Mario Scietti          | San Colombano   |          |
| D        | Jero Shakpoke          | Rovigo          |          |
| D        | De Jesus Valquinei     | Chievo          |          |
| C        | Giuseppe Casisa        | Gallipoli       |          |
| A        | Gabionetta             | Sev-Hortolandia |          |
| A        | Marco Giovio           | Como            |          |
| A        | Michele Sergi          | Vigor Lamezia   |          |
| A        | Pietro Tripoli         | Sambenedettese  |          |

| Cessioni | Cessioni           | Cessioni       | Cessioni   |
| R.       | Nome               | a              | Modalità   |
| -------- | ------------------ | -------------- | ---------- |
| P        | Giacomo Bindi      | Sambenedettese |            |
| D        | Alessio Dionisi    | Tritium        |            |
| D        | Eros Pisano        | Pisa           | definitivo |
| D        | Alessandro Volpi   | Montichiari    |            |
| C        | Neven Adzaip       | Sestese U.S.   |            |
| C        | Enrico Bortolotto  | Tritium        |            |
| C        | Davide Bottone     | Torino         |            |
| C        | Andrea Stucchi     | -              |            |
| C        | Alessandro Troiano | Pro Vercelli   |            |
| A        | Francesco Bilardo  | Sestese U.S.   |            |
| A        | Franco Da Dalt     | Triestina      |            |
| A        | Morgan Egbedi      | Pro Vercelli   |            |
| A        | Carlo Ferrario     | Prato          |            |
| A        | Ernesto Fiumicelli | Ivrea          |            |

### Sessione invernale(dal 4/1 al 31/1)
| Acquisti | Acquisti               | Acquisti         | Acquisti |
| R.       | Nome                   | da               | Modalità |
| -------- | ---------------------- | ---------------- | -------- |
| P        | Junior Costa           | Santo André      |          |
| D        | Emanuele Musca         | Pisa             | prestito |
| C        | Cristian Daniel Dragoi | Brooklyn Knights |          |
| C        | Noel Casisa            | Palermo          |          |
| A        | Douglas                | Widzew Łódź      |          |

| Cessioni | Cessioni            | Cessioni    | Cessioni   |
| R.       | Nome                | a           | Modalità   |
| -------- | ------------------- | ----------- | ---------- |
| D        | Francesco Luoni     | AlbinoLeffe | definitivo |
| C        | Dario Paolillo      | Milan       |            |
| C        | Andrea Maccoppi     | Piacenza    |            |
| A        | Denilson Gabionetta | Pisa        |            |
| A        | Marco Giovio        | Palermo     | definitivo |
| A        | Roberto Massaro     | Olbia       |            |

## Risultati

### Campionato

#### Girone di andata
| Arbitro: | Calzolari (Forlì) |

|                                                  |           |                                          |
| Casisa 21’ Del Sante 66’ Grossi 68’ La Marca 92’ | Marcatori | 65’ Capraro 78’ Del Signore 83’ Carretto |

| Arbitro: | Buonocore (Nichelino) |

|             |           |  |
| Gambino 40’ | Marcatori |  |

| Varese 9 settembre 2007, ore 14:30 UTC+2 3ª giornata | Varese           | 0 – 0 referto | Pro Vercelli | Stadio Franco Ossola (1600 spett.)\| Arbitro: \| Bergher (Rovigo) \| |
| Arbitro:                                             | Bergher (Rovigo) |               |              |                                                                      |

| Arbitro: | Peretti (Verona) |

|              |           |            |
| Mair 6’, 93’ | Marcatori | 82’ Grossi |

| Arbitro: | Grazioli (Maniago) |

|                 |           |           |
| Grossi 13’, 38’ | Marcatori | 74’ Volpe |

| Arbitro: | D'Agostino (Empoli) |

|  |           |                         |
|  | Marcatori | 39’ Lepore 84’ La Marca |

| Arbitro: | Di Francesco (Teramo) |

|            |           |             |
| Grossi 32’ | Marcatori | 63’ Panetto |

| Arbitro: | Perisan (Udine) |

|                |           |                   |
| M. Scapini 10’ | Marcatori | 32’ (rig.) Lepore |

| Arbitro: | Giacomelli (Trieste) |

|                         |           |                        |
| Del Sante 28’ Sergi 54’ | Marcatori | 84’ Sogus 87’ Federici |

| Caravaggio 28 ottobre 2007, ore 14:30 UTC+2 10ª giornata | Calcio Caravaggese   | 0 – 0 referto | Varese | Stadio Franco Schieppati\| Arbitro: \| De Benedictis (Bari) \| |
| Arbitro:                                                 | De Benedictis (Bari) |               |        |                                                                |

| Arbitro: | Quartarone (Messina) |

|                                       |           |                  |
| Del Sante 4’ Gabionetta 20’ Miale 35’ | Marcatori | 49’ (rig.) Baido |

| Arbitro: | Guida (Torre Annunziata) |

|              |           |  |
| Crocetti 32’ | Marcatori |  |

| Arbitro: | Donati (Forlì) |

|           |           |  |
| Sergi 41’ | Marcatori |  |

| Arbitro: | Valentini (Città di Castello) |

|                                             |           |                                            |
| Bachlechner 8’ Bertani 30’, 82’ Corradi 35’ | Marcatori | 23’ (aut.) Lazzari 28’ Lepore 60’ La Marca |

| Arbitro: | Andolfatto (Bassano del Grappa) |

|                  |           |             |
| Sergi 84’ (rig.) | Marcatori | 59’ Le Noci |

| Arbitro: | De Faveri (San Donà di Piave) |

|            |           |  |
| Alberti 9’ | Marcatori |  |

| Arbitro: | Vanoli (Novara) |

|  |           |                 |
|  | Marcatori | 66’ Campolonghi |

#### Girone di ritorno
| Arbitro: | Citro (Battipaglia) |

|             |           |  |
| Fabbrini 5’ | Marcatori |  |

| Arbitro: | Bellutti (Trento) |

|           |           |  |
| Sergi 57’ | Marcatori |  |

| Vercelli 13 gennaio 2008, ore 14:30 UTC+1 20ª giornata | Pro Vercelli     | 0 – 0 referto | Varese | Stadio Silvio Piola\| Arbitro: \| Bagalini (Fermo) \| |
| Arbitro:                                               | Bagalini (Fermo) |               |        |                                                       |

| Arbitro: | Bolano (Livorno) |

|            |           |  |
| Grossi 72’ | Marcatori |  |

| Arbitro: | Barbiero (Vicenza) |

|                  |           |               |
| Volpe 40’ (rig.) | Marcatori | 91’ Del Sante |

| Arbitro: | Di Pilato (Bergamo) |

|                   |           |                |
| Lepore 91’ (rig.) | Marcatori | 44’, 68’ Torri |

| Nuoro 17 febbraio 2008, ore 14:30 UTC+1 24ª giornata | Nuorese                | 0 – 0 referto | Varese | Stadio Franco Frogheri\| Arbitro: \| Paoloemilio (Lanciano) \| |
| Arbitro:                                             | Paoloemilio (Lanciano) |               |        |                                                                |

| Arbitro: | Grazioli (Maniago) |

|             |           |                |
| Douglas 66’ | Marcatori | 80’ M. Scapini |

| Sassari 2 marzo 2008, ore 20:45 UTC+1 26ª giornata | Torres                | 0 – 0 referto | Varese | Stadio Vanni Sanna\| Arbitro: \| Tozzi (Lido di Ostia) \| |
| Arbitro:                                           | Tozzi (Lido di Ostia) |               |        |                                                           |

| Arbitro: | Baratta (Salerno) |

|               |           |               |
| Del Sante 61’ | Marcatori | 23’ Tagliente |

| Arbitro: | Giallanza (Catania) |

|  |           |                          |
|  | Marcatori | 38’ Grossi 82’ Del Sante |

| Varese 22 marzo 2008, ore 14:30 UTC+1 29ª giornata | Varese             | 0 – 0 referto | Pergocrema | Stadio Franco Ossola (800 spett.)\| Arbitro: \| Pecorelli (Arezzo) \| |
| Arbitro:                                           | Pecorelli (Arezzo) |               |            |                                                                       |

| Arbitro: | Cervellera (taranto) |

|               |           |                              |
| Pinamonte 86’ | Marcatori | 7’ Lepore 16’, 58’ Del Sante |

| Arbitro: | Manera (Castelfranco Veneto) |

|             |           |             |
| Claiton 41’ | Marcatori | 58’ Bertani |

| Arbitro: | Perisan (Udine) |

|                                 |           |  |
| Malatesta 45+2’ Chiazzolino 89’ | Marcatori |  |

| Arbitro: | Del Giovane (Albano Laziale) |

|           |           |                                         |
| Lepore 8’ | Marcatori | 27’ Marrazzo 72’ Alberti 82’ Cotellessi |

| Arbitro: | Trentalange (Nichelino) |

|  |           |                      |
|  | Marcatori | 58’ Sergi 63’ Grossi |

### Coppa Italia Serie C
| Arbitro: | Gallione (Alessandria) |

|                   |           |  |
| Lepore 35’ (rig.) | Marcatori |  |

| Solbiate Arno 29 agosto 2007 Girone B-3ª giornata                        | Solbiatese | 1 – 4 referto                          | Varese | Stadio Felice Chinetti |
| \| \| \| \| \| \| Marcatori \| 21’ (rig.), 35’ Lepore 57’, 62’ Giovio \| |            |                                        |        |                        |
|                                                                          |            |                                        |        |                        |
|                                                                          | Marcatori  | 21’ (rig.), 35’ Lepore 57’, 62’ Giovio |        |                        |

| Varese 5 settembre 2007 Girone B-4ª giornata             | Varese    | 2 – 0 referto | Legnano | Stadio Franco Ossola |
| \| \| \| \| \| Tripoli 35’ Casisa 57’ \| Marcatori \| \| |           |               |         |                      |
|                                                          |           |               |         |                      |
| Tripoli 35’ Casisa 57’                                   | Marcatori |               |         |                      |

| Arbitro: | M. Russo (Milano) |

|                                             |           |                                     |
| Castellazzi 33’ Imburgia 44’ Dalla Bona 50’ | Marcatori | 5’ (rig.) Maccoppi 76’ (rig.) Sergi |

| Rodengo-Saiano 21 novembre 2007 Andata sedicesimi    | Rodengo Saiano | 1 – 1 referto | Varese | Stadio Comunale |
| \| \| \| \| \| Martinelli \| Marcatori \| Tripoli \| |                |               |        |                 |
|                                                      |                |               |        |                 |
| Martinelli                                           | Marcatori      | Tripoli       |        |                 |

| Arbitro: | Manera (Castelfranco Veneto) |

|                       |           |                             |
| Giovio 11’ Grossi 28’ | Marcatori | 21’, 50’ Bonomi 76’ Gambino |

## Statistiche

### Statistiche di squadra
| Competizione | Punti | In casa | In casa | In casa | In casa | In casa | In casa | In trasferta | In trasferta | In trasferta | In trasferta | In trasferta | In trasferta | Totale | Totale | Totale | Totale | Totale | Totale | DR |
| Competizione | Punti | G       | V       | N       | P       | Gf      | Gs      | G            | V            | N            | P            | Gf           | Gs           | G      | V      | N      | P      | Gf     | Gs     | DR |
| ------------ | ----- | ------- | ------- | ------- | ------- | ------- | ------- | ------------ | ------------ | ------------ | ------------ | ------------ | ------------ | ------ | ------ | ------ | ------ | ------ | ------ | -- |
| Serie C2     | 44    | 17      | 6       | 8       | 3       | 21      | 18      | 17           | 4            | 6            | 7            | 15           | 15           | 34     | 10     | 14     | 10     | 36     | 33     | +3 |
| Coppa Italia |       | 3       | 2       | 0       | 1       | 5       | 3       | 3            | 1            | 1            | 1            | 9            | 6            | 6      | 3      | 1      | 2      | 12     | 8      | +4 |
| Totale       |       | 20      | 8       | 8       | 4       | 26      | 21      | 20           | 5            | 7            | 8            | 24           | 21           | 40     | 13     | 15     | 12     | 48     | 41     | +7 |

### Statistiche dei giocatori
| Giocatore       | Serie C2 | Serie C2 | Serie C2    | Serie C2   | Coppa Italia | Coppa Italia | Coppa Italia | Coppa Italia | Totale   | Totale | Totale      | Totale     |
| Giocatore       | Presenze | Reti     | Ammonizioni | Espulsioni | Presenze     | Reti         | Ammonizioni  | Espulsioni   | Presenze | Reti   | Ammonizioni | Espulsioni |
| --------------- | -------- | -------- | ----------- | ---------- | ------------ | ------------ | ------------ | ------------ | -------- | ------ | ----------- | ---------- |
| G. Casisa       | 31       | 1        | 8           | 1          | ?            | 1            | ?            | ?            | 31+      | 2      | 8+          | 1+         |
| N. Casisa       | 0        | 0        | 0           | 0          | ?            | ?            | ?            | ?            | 0+       | 0+     | 0+          | 0+         |
| Claiton         | 24       | 1        | 8           | 0          | ?            | ?            | ?            | ?            | 24+      | 1+     | 8+          | 0+         |
| F. Confeggi     | 16       | 0        | 2           | 1          | ?            | ?            | ?            | ?            | 16+      | 0+     | 2+          | 1+         |
| A. Corral       | 9        | 0        | 3           | 1          | ?            | ?            | ?            | ?            | 9+       | 0+     | 3+          | 1+         |
| F. Corti        | 1        | 0        | 0           | 0          | ?            | ?            | ?            | ?            | 1+       | 0+     | 0+          | 0+         |
| S. Del Sante    | 31       | 8        | 3           | 1          | ?            | ?            | ?            | ?            | 31+      | 8+     | 3+          | 1+         |
| J. De Spa       | 0        | 0        | 0           | 0          | ?            | ?            | ?            | ?            | 0+       | 0+     | 0+          | 0+         |
| De Jesus        | 1        | 0        | 0           | 0          | ?            | ?            | ?            | ?            | 1+       | 0+     | 0+          | 0+         |
| D. Di Sabato    | 0        | 0        | 0           | 0          | ?            | ?            | ?            | ?            | 0+       | 0+     | 0+          | 0+         |
| Douglas         | 10       | 1        | 0           | 0          | ?            | ?            | ?            | ?            | 10+      | 1+     | 0+          | 0+         |
| C. Dragoi       | 6        | 0        | 0           | 0          | ?            | ?            | ?            | ?            | 6+       | 0+     | 0+          | 0+         |
| Gabionetta      | 12       | 1        | 2           | 2          | ?            | ?            | ?            | ?            | 12+      | 1+     | 2+          | 2+         |
| M. Giovio       | 15       | 0        | 0           | 0          | ?            | 3            | ?            | ?            | 15+      | 3      | 0+          | 0+         |
| P. Grossi       | 30       | 8        | 6           | 1          | ?            | 1            | ?            | ?            | 30+      | 9      | 6+          | 1+         |
| J. Costa        | 0        | 0        | 0           | 0          | 0            | 0            | 0            | 0            | 0        | 0      | 0           | 0          |
| R. La Marca     | 30       | 3        | 13          | 1          | ?            | ?            | ?            | ?            | 30+      | 3+     | 13+         | 1+         |
| F. Lepore       | 33       | 6        | 1           | 0          | ?            | 3            | ?            | ?            | 33+      | 9      | 1+          | 0+         |
| A. Lorello      | 32       | -28      | 1           | 0          | ?            | ?            | ?            | ?            | 32+      | -28+   | 1+          | 0+         |
| F. Luoni        | 29       | 0        | 9           | 1          | ?            | ?            | ?            | ?            | 29+      | 0+     | 9+          | 1+         |
| S. Maccoppi     | 8        | 0        | 1           | 0          | ?            | 1            | ?            | ?            | 8+       | 1      | 1+          | 0+         |
| R. Massaro      | 0        | 0        | 0           | 0          | ?            | ?            | ?            | ?            | 0+       | 0+     | 0+          | 0+         |
| C. Miale        | 28       | 1        | 3           | 1          | ?            | ?            | ?            | ?            | 28+      | 1+     | 3+          | 1+         |
| E. Musca        | 10       | 0        | 0           | 0          | ?            | ?            | ?            | ?            | 10+      | 0+     | 0+          | 0+         |
| S. Ninov        | 0        | 0        | 0           | 0          | ?            | ?            | ?            | ?            | 0+       | 0+     | 0+          | 0+         |
| S. Sampietro    | 2        | -4       | 0           | 0          | ?            | ?            | ?            | ?            | 2+       | -4+    | 0+          | 0+         |
| M. Scietti      | 8        | 0        | 2           | 0          | ?            | ?            | ?            | ?            | 8+       | 0+     | 2+          | 0+         |
| M. Sergi        | 24       | 5        | 2           | 0          | ?            | 1            | ?            | ?            | 24+      | 6      | 2+          | 0+         |
| J. Shakpoke     | 23       | 0        | 10          | 1          | ?            | ?            | ?            | ?            | 23+      | 0+     | 10+         | 1+         |
| Silva Fernandez | 29       | 0        | 4           | 0          | ?            | ?            | ?            | ?            | 29+      | 0+     | 4+          | 0+         |
| P. Tripoli      | 26       | 0        | 2           | 1          | ?            | 2            | ?            | ?            | 26+      | 2      | 2+          | 1+         |

## Giovanili

### Organigramma societario
Area direttiva
- Presidente: Damiano Alberio
- Responsabile: Giorgio Scapini
- Segretario settore giovanile: Giuseppe Lazzarini

Scuola Calcio
- Responsabile: Giorgio Morini

Progetto Bimbo
- Responsabile: Prof. Marco Caccianiga